# Szeged365
A Szeged365 Szeged független hírportálja, melyet 2020. márciusában alapított Kisházi Sándor és Kiss Balázs Imre. A multimédiás tartalmakkal teletűzdelt, a klasszikus újságírói klisékkel szakító hírportál erőteljesen épít az olvasói tudósításokra és a közösségépítésre, a szerkesztőség gyakran hangoztatja, hogy a Szeged365 tartalmait nagy arányban az "olvasók írják", avagy, gyakorta beépítik a szegediektől érkező ötleteket, tudósításokat, inspirációkat a különféle cikkeikbe, riportjaikba.

## Történet
A Szeged365 története 2020 márciusában indult. A portál alapítói két korábbi, szegedi rádiós, Kisházi Sándor és Kiss Balázs, akik a Rádió 88 után fesztiválszervező céget, egyben marketingügynökséget alapítottak. A nevükhöz fűződött több szegedi fesztivál (Deja Vu Fesztivál, Gerilla Gourmet, Chili Weekend, ÁRKÁD Csokoládéfesztivál, Rakpartfeszt, Continental Szeged Félmaraton) szervezése és több más rendezvény (Szegedi Borfesztivál, Bortér, Szegedi Karácsonyi Hetek) marketing menedzsmentje, emellett több tucat szegedi KKV kommunikációját vitték, a portfólió meghatározó elemei a különféle szegedi vendéglátóhelyek és városi rendezvények mellett az ország különféle részein lévő shopping centerek voltak. A két alapító 2019. őszén Nemesi Pál független jelölt polgármesteri kampányában is részt vett, marketingesként. 2020-ban a Covid az általuk irányított cégcsoport életét is megváltoztatta, a fesztiválok ellehetetlenülése után új utakat kellett keresniük. Mint többször hangoztatták,[forrás?] hiányolták – az egyébként roppant sokszínű – szegedi médiapiacról egy lokálpatrióta, politikai pártok befolyásától független, egyéni hangnemben megírt hírportál meglétét, ezért aztán a járványhelyzet beköszöntével útnak indították a Szeged365.hu-t. Az első hetek pont a kötelező karantén idejére estek, hosszú ideig úgy működtek, hogy a stábtagok egy része fizikailag nem is ismerte a többieket.[forrás?]

## Gazdasági működés
A Szeged365 teljes mértékben reklámpiaci bevételekből tartja el magát, az oldalon gyakoriak a banner és PR cikk megjelenések. A 2022-es választások előtt bejelentették, hogy nem hajlandóak politikai reklámokat megjelentetni az oldalon.

## Olvasottság
Az újdonság rövid idő alatt meghatározó lett a Csongrád-Csanád megyei hírportálok között, 2022 januárjában több, mint 1 000 000 látogatást ért el egy hónap alatt, az egyéni látogatók (olvasók) száma 565 ezer volt. A Szeged365 saját Google Analytics adatait korábban rákötötték a Similarweb nemzetközi platformra, így az olvasottsági számaik teljesen nyilvánosak.

## Szerkesztőség felépítés
A Szeged365 kiadója az induláskor a Dél-Magyarországi Polgári Egyesület (DMPE) volt, később az alapítók által tulajdonolt, korábban fesztiválszervezéssel foglalkozó S-Light Event Kft. vette át a kiadói szerepkört.
A szerkesztőség tagjai (2022., február):
- Kisházi Sándor, alapító, főszerkesztő
- Kiss Balázs, alapító, kereskedelmi és közösségi vezető
- Bartok Zsófia, újságíró, social media specialista
- Fülöp Tímea, szerkesztő-riporter, újságíró
- Vass Edina, irodavezető
- Magyar Andor, operatőr, vágó
- Fodor Henriett, újságíró
- Szűcs Péter, fotós

## Rovatok, állandó Szeged365 szériák
A cikkeket a következő kategóriákra osztják: 
- közélet[4]
- kikapcs (szegedi programok)[5]
- sport[6]
- szegedi arcok (példaértékű szegedi karakterek, személyes sztorik, portrék, interjúk)[7]
- mindenmás (színes hírek)
- maximalista régió (Szeged gazdasági fejlesztéseivel kapcsolatos hírek)
- blog
- video365 (videós tartalmak)

A hagyományos rovatok mellett gyakoriak a naponta vagy éppen hétről hétre ismétlődő szériák a Szeged365-ön: 
- Szegedi Sikersztorik
- Szegediek a világ körül
- Szegedi Pletykák
- Urbex365
- Napi Pakk
- Napi Trash
- Napi Szürreál
- Nap Fotója
- Thug Life